# 凯文公寓

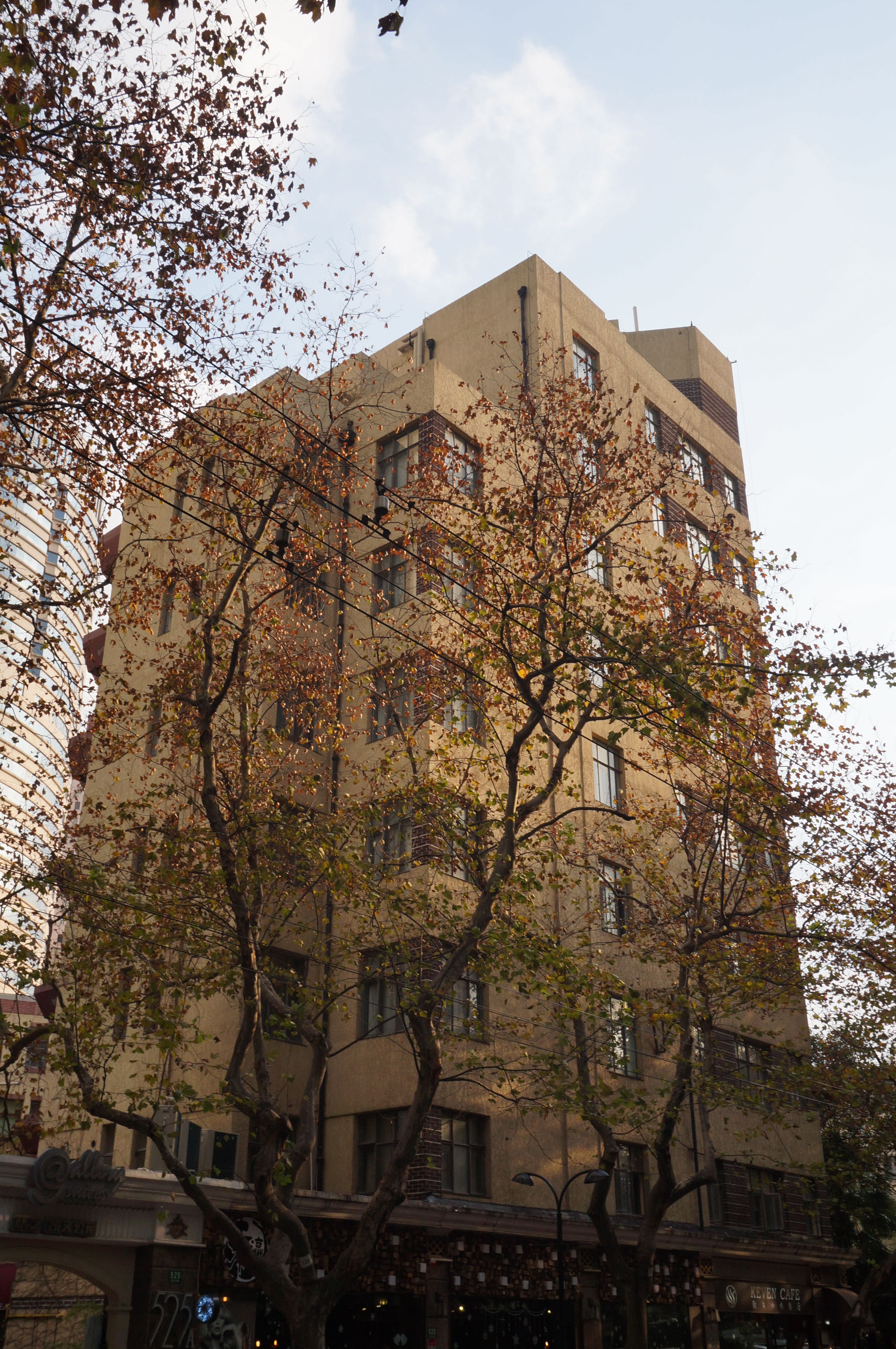
凯文公寓背面

凯文公寓（英语：Cavendish Court），也称衡阳公寓，是一幢位于上海市徐汇区衡山路与建国西路路口的公寓大楼。其原处法租界西部，现毗邻徐家汇商圈和衡山宾馆。门牌号为衡山路525号和建国西路750号。2004年，凯文公寓入选第四批上海市优秀历史建筑。

## 建筑历史
据说，凯文公寓最初是一位名叫奥尔加的俄国皇室公主在上海的避难官邸。凯文公寓有南北两幢之别，北幢为主楼称「大凯文公寓」建于1933年，南幢为辅楼称「小凯文公寓」，建于1932年。北幢主楼的「大凯文公寓」总高9层，由英商公和洋行设计，新仁记营造厂承建；1997年由新成立的中国国有房地产开发企业上海徐房集团对该幢大楼进行了全面整修，并对内部结构进行调整与装修，改建成酒店式公寓，底层以沿街商铺取代了原有地锅炉房与水泵房，并开设了凯文咖啡餐厅和一家美发厅。2008年，公寓再次进行了设计改造。2009年3月，改造后的联艺凯文公寓式精品酒店（Gallery suits）开业，装饰艺术被巧妙的运用在房间与公共空间之中，大量怀旧元素、物件被设计成modern&chic现代风格，改造后的酒店共设有各式客房39间。建国西路一侧的南幢「小凯文公寓」总高5层，一梯两户，现为居民住宅。

## 建筑风格
凯文公寓外观设计简洁，为装饰艺术风格，建筑外观采用中间隆起，两侧阶梯式向下的设计手法。层间使用暗红色的墙面砖作为装饰，与公寓整体的浅黄色涂料形成了色差与材质的鲜明对比，具有显著的现代风格特色。公寓阳台栏杆与门框上的花纹图案大气简约并富有装饰性，艺术装饰特征贯穿于公寓室内外各个细节部分。设计机构为当时远东地区及上海滩赫赫有名的英资建筑与工程事务所公和洋行，是公和洋行从中国大陆撤出前的后期代表建筑之一，现为上海市优秀历史建筑。

## 毗邻主要建筑与公共设施
- 衡山公园
- 徐家汇公园
- 衡山宾馆
- 上海国际网球中心